# Sainte-Lizaigne

Sainte-Lizaigne este o comună în departamentul Indre, Franța. În 1 ianuarie 2022 avea o populație de 1.109 de locuitori.